# Rzeczyca (gemeente Rzeczyca)
Rzeczyca is een dorp in het Poolse woiwodschap Łódź, in het district Tomaszowski (Mazovië). De plaats maakt deel uit van de gemeente Rzeczyca en telt 1589 inwoners.

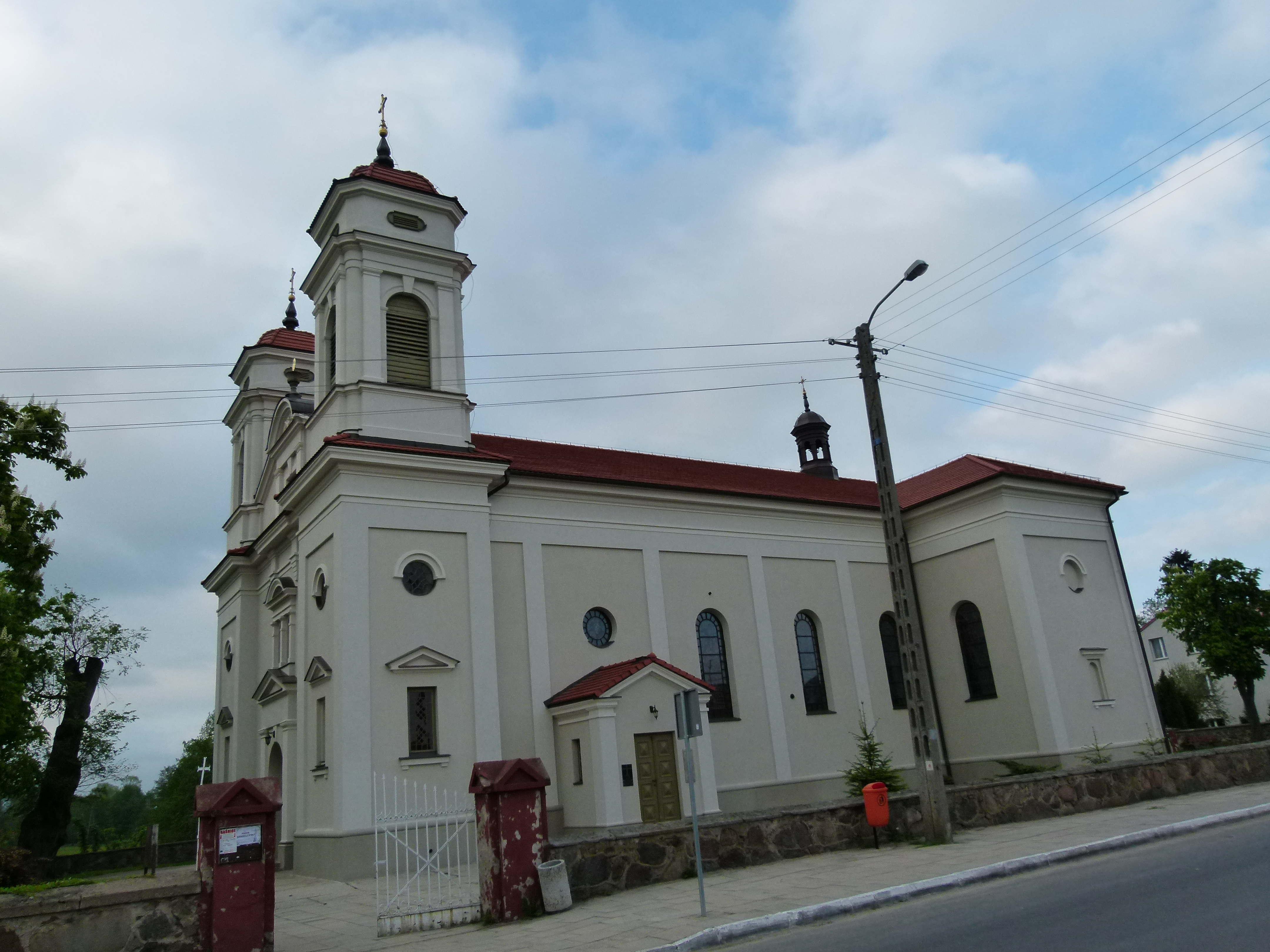
De kerk van Rzeczyca